# Grand Prix cycliste de Saguenay
Il Grand Prix Cycliste de Saguenay (noto fino al 2013 come Coupe des Nations Ville de Saguenay) è una corsa a tappe maschile di ciclismo su strada che si svolge ogni anno a Saguenay, in Canada. Dal 2014 fa parte del circuito UCI America Tour come gara di classe 2.2, mentre fino al 2013 ha fatto parte del calendario della Coppa delle Nazioni Under-23.

## Albo d'oro
Aggiornato all'edizione 2019.
| Anno                                | Vincitore                           | Secondo                             | Terzo                               |
| Coupe des Nations Ville de Saguenay | Coupe des Nations Ville de Saguenay | Coupe des Nations Ville de Saguenay | Coupe des Nations Ville de Saguenay |
| ----------------------------------- | ----------------------------------- | ----------------------------------- | ----------------------------------- |
| 2008                                | Thomas Vedel Kvist                  | Rui Faria da Costa                  | Alfredo Balloni                     |
| 2009                                | Johan Le Bon                        | Nico Keinath                        | Sergio Henao                        |
| 2010                                | Luka Mezgec                         | Camilo Suárez                       | Benjamin King                       |
| 2011                                | Christopher Juul Jensen             | Arman Kamyšev                       | Miras Bederbekov                    |
| 2012                                | Arman Kamyšev                       | Julian Alaphilippe                  | Aleksej Lucenko                     |
| 2013                                | Sondre Holst Enger                  | Alexis Gougeard                     | Diego Ochoa                         |
| Grand Prix cycliste de Saguenay     |                                     |                                     |                                     |
| 2014                                | Jure Kocjan                         | Pierrick Naud                       | Luis Amarán                         |
| 2015                                | Matteo Dal-Cin                      | Ryan Roth                           | Guillaume Boivin                    |
| 2016                                | Ryan Roth                           | Benjamin Perry                      | Mihkel Räim                         |
| 2017                                | Steve Fisher                        | Guillaume Boivin                    | Ulises Castillo                     |
| 2019                                | Nickolas Zukowsky                   | Matt Miller                         | Diego Milán                         |
| 2020                                | non disputata                       | non disputata                       | non disputata                       |